# Assedio di Genova (1747)
L'assedio di Genova è un episodio della Guerra di successione austriaca ed ebbe luogo nel 1747 quando l'esercito austriaco al comando del conte di Schulenberg provò a conquistare, senza successo, la capitale della Repubblica di Genova. 
Gli austriaci avevano preso e successivamente perso Genova l'anno precedente, e fecero della conquista della città ligure il loro principale obiettivo militare durante il 1747 prima di prendere in considerazione altre campagne militari contro il regno di Napoli e l'invasione della Francia.
Le forze di Schulenberg raggiunsero la periferia della città in aprile, ma rendendosi conto di non avere forze a sufficienza per lanciare un'offensiva, dovettero attendere fino a giugno l'arrivo di dodici battaglioni di fanteria dei loro alleati del Regno di Sardegna. Questo ritardo permise agli spagnoli e ai francesi di mandare altre truppe in città al comando del duca di Boufflers per rafforzare la guarnigione. 

L'avvicinarsi delle forze franco-spagnole al comando del maresciallo Belle-Isle indusse i sardi a ritirarsi, e Schulenberg  abbandonò l'assedio accusando gli alleati.
Il fallimento dell'assedio portò a reciproche recriminazioni tra austriaci e piemontesi, ed entrambi andarono a lamentarsi con i loro alleati britannici per il presunto tradimento l'uno dell'altro.